# Букстехуде (город)
Букстехуде (нем. Buxtehude) — город (районный центр) в Германии, фактически пригород Гамбурга. Расположен на реке Эсте в земле Нижняя Саксония. Входит в состав района Штаде и подразделяется на 15 городских районов. 
Известен с 959 года. В Средние века принадлежал бременским епископам. В XV—XVI вв. — вольный ганзейский город, обнесённый стенами. Во время Тридцатилетней войны (1645) покорился шведам и утратил независимость. С 1715 года в составе курфюршества Брауншвейг-Люнебург. Часто упоминается в сказках братьев Гримм.

## Города-побратимы
- Бланьяк (Франция)